# Richard Scarry
Richard McClure Scarry foi um escritor norte-americano de livros infantis conhecido por criar a série de livros Busytown que mais tarde viria a se torna uma série animada em 1994 produzida pela CINAR chamada O Mundo Encantado de Richard Scarry e mais tarde Busytown Mysteries em 2007.